# Calicalicus
Calicalicus Bonaparte, 1854 è un genere di uccelli della famiglia Vangidae, endemici del Madagascar.

## Tassonomia
Comprende le seguenti specie:
- Calicalicus madagascariensis (Linnaeus, 1766) - vanga codarossa
- Calicalicus rufocarpalis Goodman, Hawkins & Domergue, 1997 - vanga spallerosse